# Ptujski Lapidarij
Ptujski lapidarij je del Dominikanskega samostana na Ptuju, v katerem hranijo antične ostanke. V lapidariju so poleg latenske lončarske peči, talilne steklarske peči, mozaikov in oblitka lončarske peči iz rimskega časa razstavljeni v glavnem spomeniki iz širšega območja Ptuja, ki je segala na severu do reke Mure in na jugu do pobočja Babinec. Ob vsakem razstavljenem predmetu je sedaj pritrjena ploščica s tekočo številko od 1 do 157, da bi se obiskovalci lažje orentirali.

## Nagrobniki
Nagrobnike so postavljali na spomin na umrlega. Nagrobniki so običajno pravokotne kamnite plošče z obdelano sprednjo ploskvijo. Najstarejši nagrobniki so vojaški in pričajo o pomembnem borcu za dom in skupnost. Nagrobnik ima petlistno rozeto v zatrepu, vitice palme v zaklinkih in napis.

## Pepelnice in sarkofagi
Med nagrobne spomenike spadajo še pepelnice in sarkofagi. V pepelnico so običajno dajali žaro s pepelom umrlih, ali pa so vanjo pepel umrlega polagali. V sarkofagih so umrle le polagali. Med njimi je le razlika velikosti kamnite skrinje.